# 스미요시촌 (미야자키현)
스미요시촌(住吉村)은 미야자키현 미야자키군에 일찍이 존재했던 촌이다. 현재의 미야자키시 스미요시 지역자치구에 해당한다.